# Rafael Leyda
Rafael Leyda Mañes (f. 1914) fue un novelista, cuentista, abogado, comediógrafo y periodista español.

## Biografía
En alguna fuente su nacimiento aparece datado en 1877 en Sevilla. Sin embargo la prensa de la época le concedía una edad de treinta y cuatro o treinta y cinco años en el momento de su muerte. El Diccionario biográfico español lo tiene por nacido en Madrid en 1870. Licenciado en Derecho, fue socio del Ateneo de Madrid y amigo de Emiliano Ramírez Ángel, Andrés González Blanco y Juan Ramón Jiménez. En 1906 ganó el primer premio de cuentos de El Liberal; el segundo lo ganó José Francés y el tercero Valle-Inclán.
A Leyda, que participó en las colecciones literarias El Cuento Semanal y Los Contemporáneos, Enrique Díez-Canedo le describe como «un Maupassant con caracteres netamente españoles». Participó en prensa en publicaciones como Helios, Los Lunes de El Imparcial, El Liberal y Nuevo Mundo. Un año antes de morir, en 1913, proyectaba redactar una revista junto a Fernando Fortún, Enrique Díez-Canedo y Pedro Salinas. Falleció en la provincia de Alicante, en el sanatorio de Busot, el 12 de marzo de 1914. Según el crítico Sainz de Robles, «todas sus novelas largas y breves son de un atractivo realismo y están escritas en un muy castizo castellano».

## Obras

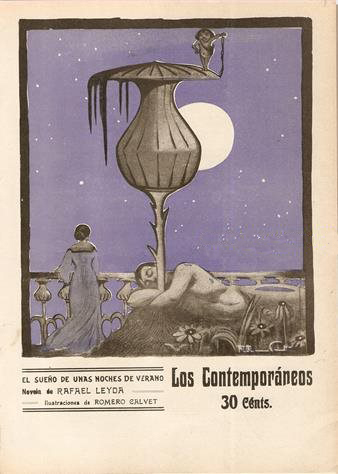
El sueño de unas noches de verano (Los Contemporáneos, 1911)

- Valle de lágrimas Madrid, P. Apalategui, 1903; libro de relatos, prólogo de Pío Baroja.[10][6]
- Tirano amor Madrid, Viuda de Rodríguez Serra, 1906, libro de relatos.[10][6]
- Santificarás las fiestas (nº 33 de El Cuento Semanal, 16 de agosto de 1907, con ilustraciones de Fernández Mota).[12]
- Los faldones de Mexía (1908).[10][6]
- Veraneo sentimental (nº 18 de Los Contemporáneos, 30 de abril de 1909).[13]
- De 7 á 8 (comedia dramática estrenada el 31 de enero de 1910 en el Salón Nacional)[14]
- Un cuento del Quijote (Barcelona: Los Cuentistas, núm. 9) Barcelona: Establecimiento tipográfico de Feliu y Susana [1910].
- Castillos en España (nº 56 de Los Contemporáneos, 21 de enero de 1910, con ilustraciones de Dura y Fernández Mota).[13]
- Del acueducto al alcázar (nº 81 de Los Contemporáneos, 15 de julio de 1910, con ilustraciones de Fernández Mota).[13]
- Mi cura de agua (nº 119 de Los Contemporáneos, 7 de abril de 1911, con ilustraciones de Romero Calvet).[13]
- El sueño de unas noches de verano (nº 152 de Los Contemporáneos, 24 de noviembre de 1911, con ilustraciones de Romero Calvet).[13]
- La toga "entravée" (nº 182 de Los Contemporáneos, 21 de junio de 1912).[13]
- Su primer novio (nº 202 de Los Contemporáneos, 8 de noviembre de 1912, con ilustraciones de Romero Calvet).[13]
- La cigarra canta... (n.º 45 de El Libro Popular, 11 de noviembre de 1913, con ilustraciones de Pedraza).[15][c]